# Shark Island (Namibia)
Shark Island (in tedesco: Haifischinsel) è una penisola adiacente alla città costiera di Lüderitz, in Namibia. Copre una superficie di circa 0,4 km². Originariamente un'isola, nel 1906 è stata unita alla costa, raddoppiando le sue dimensioni originarie.
Oggi un'area attrezzata per il campeggio, dal 1904 al 1907 è stata utilizzata come campo di concentramento per imprigionare le popolazioni Herero e Nama durante il genocidio e le guerre che le videro scontrarsi con i colonizzatori tedeschi.